# Hadramaut
A Hadramaut ( arabul حضرموت, jelentése: tűz földje) szűkebb értelemben véve csak a Vádi Hadramaut, az Ádeni-öböl partjával párhuzamosan haladó, hosszú, széles aszóvölgyet értik alatta, Jemen keleti részén. Ennek hossza kb. 560 km. Itt sorakoznak ősi oázisvárosok, amelyeknek vert agyagból épült sokemeletes toronyházait datolyaligetek övezik. Ilyen település a világörökség részét képező Sibám.
Tágabb értelemben a Hadramaut jelenti az egész régiót, amely a mai Hadramaut kormányzóság és a Mahra kormányzóság területén húzódik. 
A tengerre néző meredek déli hegyoldalak akár évi 500 mm csapadékot is kaphatnak. A ritka, de heves záporok hirtelen duzzasztják fel a vádik vizét, amely árhullámszerűen zúdul végig azokon. Ez a víztömeg a szeil, amelynek hasznosításával, visszatartásával már évszázadok óta próbálkoznak. 
Dohányt, datolyát, búzát, kávét termesztenek a régióban. A Hadramaut aszóvölgyének felső szakaszánál tártak fel kőolajmezőket, ezek kitermelése azonban csekély. 
Az itteni embereket hadraminak (arab: حضرمي) hívják, akik az arab hadramauti dialektusát beszélik. 

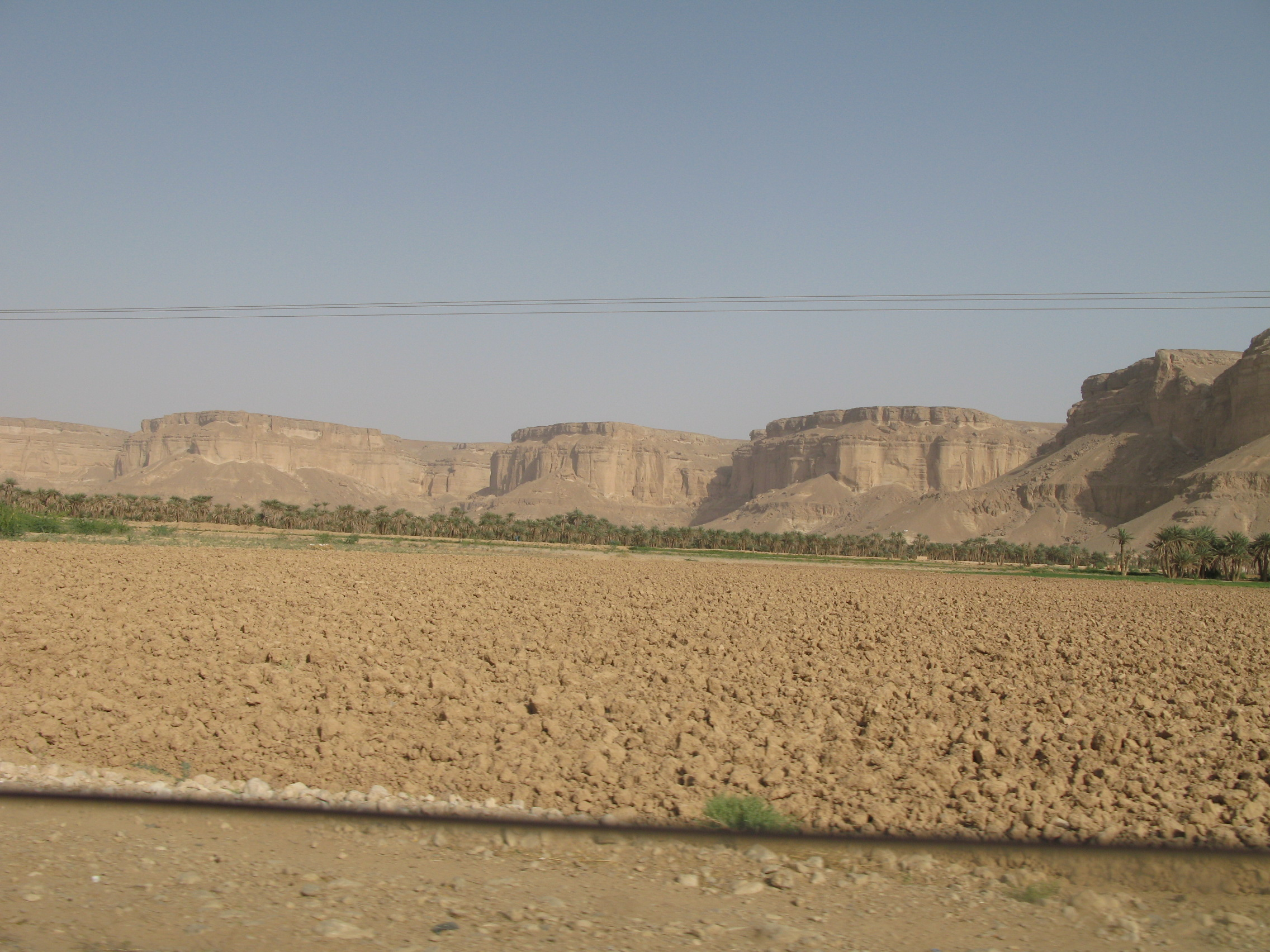
Oázis a Hadramaut-völgyben

## Fordítás
Ez a szócikk részben vagy egészben  a   Hadhramaut című angol Wikipédia-szócikk fordításán alapul.  Az eredeti cikk szerkesztőit annak laptörténete sorolja fel. Ez a jelzés csupán a megfogalmazás eredetét és a szerzői jogokat jelzi, nem szolgál a cikkben szereplő információk forrásmegjelöléseként.